# Ngana
 (septembre 2019).
Ngana (Ŋaana) est un village dans l'arrondissement de Kignan, cercle et région de Sikasso en république du Mali.

## Géographie
Ngana est situé à 80 km au Nord de Sikasso sur la grande piste du coton reliant la route nationale 11 à partir de Tabakoro à la route nationale 6 à Béléko.
Le village est administrativement dans l'arrondissement de Kignan, cercle et région de Sikasso.

## Climat
Le climat est du type dit soudano-guinéen avec une saison de pluie longue de cinq mois, de mai à septembre. La pluviométrie est aux environs de 1 100 mm par an.

## Population
La population de Ngana s'élevait à 2 596 habitants selon le recensement de 2009. Elle est constituée principalement de Sénoufos avec une minorité d’origine peuls, de bambaras, de griots et de forgerons. Le senoufo est la langue vernaculaire du village.
Le taux de croissance de la population est d'environ 5,4 % par an.

## Économie
L’activité principale est l’agriculture vivrières. Les cultures principales sont le mil, le maïs, le sorgho, l'arachide. La seule culture commerciale est le coton. Ngana est l'un des plus grands producteurs du coton de l'arrondissement de Kignan.
Hormis les recettes du coton, l’économie reste une économie de subsistance. L’élevage se limite aux animaux de trait et aux ovins et caprins pour la consommation locale.

## Religion et traditions
La population est très fortement attachée aux traditions ancestrales dont le pilier fondamental est le culte des ancêtres. Ce culte est fondamental à toutes les sociétés Senoufo et Minianka.
Les ancêtres sont censés veiller sur les vivants et peuvent intervenir quand on leur fait appel. Traditionnellement, les familles ont des cases ou des lieux spécialement réservés aux ancêtres. C'est là qu'ils reçoivent les offrandes etc. dans certains cas des repas réguliers. C'est aussi là qu'on leur fait recours.
Le village a subi une forte islamisation avec l'apport économique de la culture du coton et les changements culturels qui en découlent. Aujourd'hui le village est presque entièrement musulman. Il compte deux mosquées et les fétiches communautaires Komo et Wara ont disparu depuis quelques décennies.

## Totems et tabous

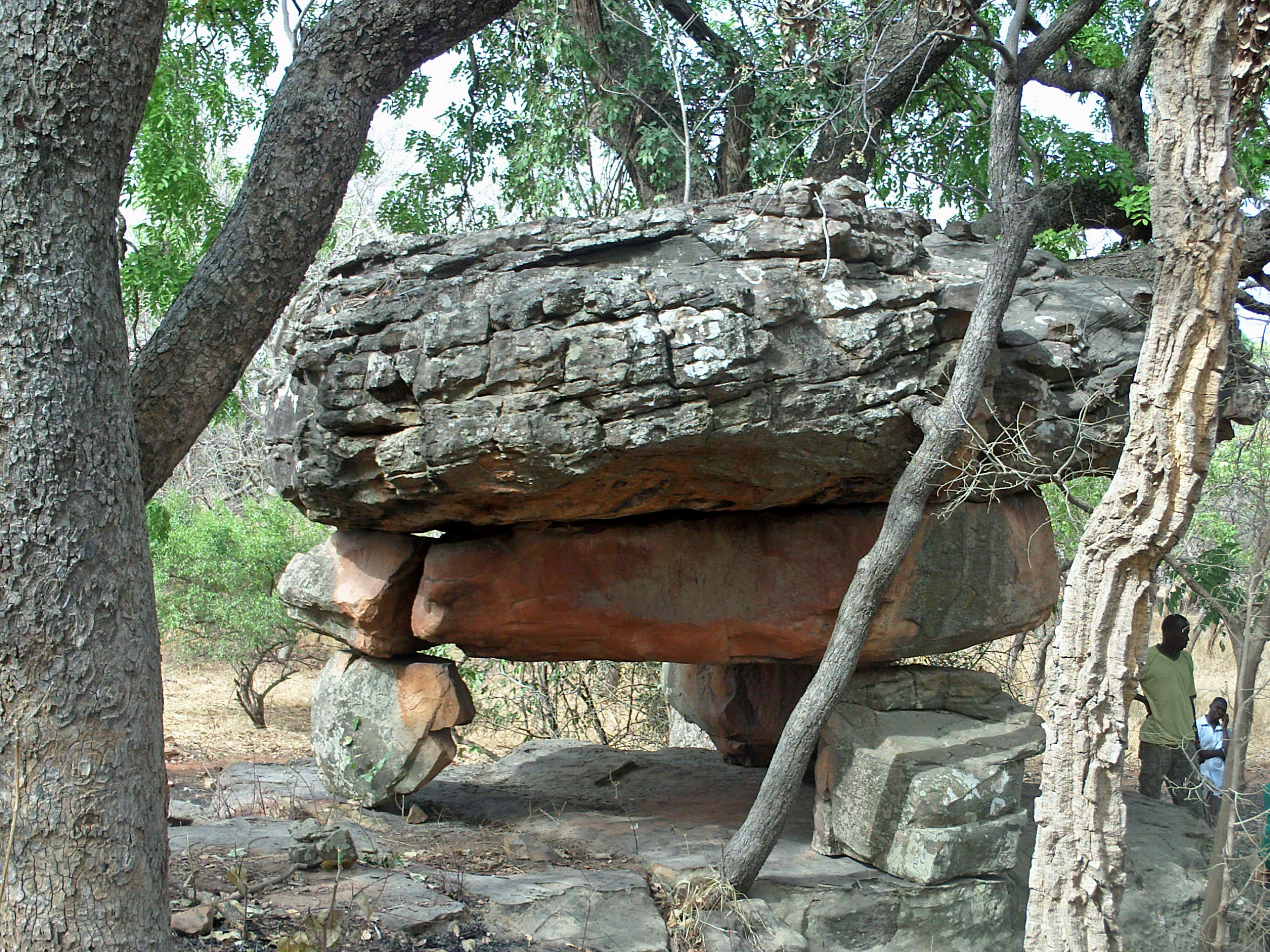
Le Zenzaba est un lieu de culte de Ngana

Le varan est l'animal sacré du village. Toutes croyances et toutes appartenances ethniques confondues, il est formellement interdit de nuire au varan dans tout le village.
Le village compte également 3 bois sacrés où toute activité agricole ou toute chasse est interdite.
La culture du tabac est prohibée sur toutes les terres du village et celle des oignons dans sa partie Sud.
Au Sud-Est du village se trouve un mégalithe en dolmen géant appelé Zenzaba (trépied en langue bamanan). Le lieu est censé abriter les esprits protecteurs du village. Les générations successives d'une famille du village en sont les gardiens.

## Histoire
Le village de Ngana fut fondé au début du XIXe siècle par un Senoufo, Fanzié Ballo. Zié est le nom que porte le premier fils chez les Senoufos, Fan une épithète qui signifie le pouvoir.
Venu d’un village du même nom et en quête de terre propice, Fanzié fut accueilli par un cultivateur bamanan Zégué Diarra dans le village que ce dernier fonda et qui portait son nom, Zéguédougou. À la suite des guerres rivales incessantes Zéguédougou finit par disparaitre cédant place au village Ngana.